# Krasnocholmský rajón
Krasnocholmský rajón (rusky Краснохолмский район) je jeden z rajónů Tverské oblasti v Rusku. Jeho administrativním centrem je město Krasnyj Cholm. V roce 2010 zde žilo 12 486 obyvatel.

## Geografie
Rajón leží na severovýchodě Tverské oblasti u hranic s Jaroslavskou oblastí. Jeho rozloha je 1496 km². Skládá se z 10 samosprávných obecních obvodů, z toho je jeden městský a 9 vesnických.
Sousední rajóny:
- sever – Vesjegonský rajón
- severovýchod – Brejtovský rajón (Jaroslavská oblast)
- jihovýchod – Nekouzský rajón (Jaroslavská oblast)
- jih – Sonkovský rajón
- jihozápad – Bežecký rajón
- západ – Molokovský rajón